# Las partes de mí que te aman son seres vacíos
Las partes de mí que te aman son seres vacíos és un curtmetratge espanyol de caràcter surrealista dirigit el 1995 per Mercedes Gaspar Salvo, autora també del guió. Es tracta d'una metàfora onírica que fa recerca en la idea de l'"amour fou". Fou nominat al Goya al millor curtmetratge d'animació. Va guanyar el premi al millor curt experimental al Festival Internacional de Cinema de Chicago i fou nominada al millor curtmetratge al 46è Festival Internacional de Cinema de Berlín.

## Argument
Dos amants situats en una taula es mengen mútuament les parts que els agrada de la parella, Això els portarà a un viatge astral vers Gea, l'esperit de la terra, i la seva fecundació.